# لکه شیرقهوه

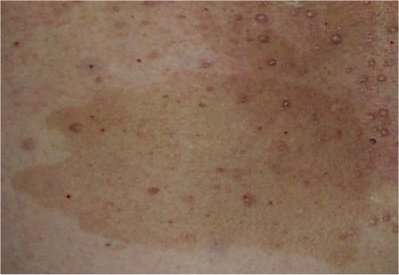
لکه‌های شیرقهوه در بیماری نوروفیبروماتوز نوع ۱

لکه‌های شیرقهوه (انگلیسی: Café au lait spots) یا ماکول‌های شیرقهوه (انگلیسی: Café au lait macules)، خال‌های مادرزادی مسطح و رنگدانه‌دار هستند. این نام از واژگانِ فرانسوی «کَـفه اوله» به معنایِ «قهوه با شیر» گرفته شده و به رنگ قهوه‌ایِ روشنِ این لکه‌ها اشاره دارد. گاهی به این لکه‌های مادرزادی «لکه‌های زرافه‌ای» یا «لکه‌های شبیه سواحل مِـین» هم می‌گویند.
لکه‌های شیرقهوه به‌سبب تجمع ملانوسیت‌های تولیدکنندهٔ رنگدانه در لایهٔ روپوست ایجاد می‌شود.
این لکه‌ها مادام‌العمر هستند و ممکن است با گذر زمان، بزرگتر یا بیشتر هم بشوند.
لکه‌های شیرقهوه به‌خودی‌خود، بی‌خطرند؛ اما گاهی ممکن است نشانهٔ بیماری‌هایی نظیر نوروفیبروماتوز نوع ۱ و نشانگان مک‌کین-آلبرایت باشند.